# Câu chuyện về thời gian đã mất (phim)
Câu chuyện về thời gian đã mất (tiếng Nga: Сказка о потерянном времени) là một phim kỳ ảo của điện ảnh Liên Xô, dựa theo một câu chuyện hài hước cùng tên của Yevgeny Shvarts.

## Diễn viên
- Grigory Plotkin - Petya Zubov (Maria Vinogradova lồng tiếng)
- Vera Volkova - Marusya Morozova
- Lydia Konstantinova - Nadia
- Mikhail Kulaev - Vasya
- Oleg Anofriyev - Petya về già
- Lyudmila Shagalova - Marousia về già
- Rina Zelyonaya - Nadia về già
- Savely Kramarov - Vasya về già

## Ê-kíp
- Điều hành: Samuil Rubashkin
- Giám đốc sản xuất: Vladimir Vasilyev, Emin Khachaturian
- Họa sĩ: Artur Berger
- Âm nhạc: Igor Morozov

## Chi tiết thú vị
- Đây là bộ phim duy nhất đặt trong bối cảnh hiện đại của đạo diễn Aleksandr Ptushko.